# ユカイライフ
『ユカイライフ』は、株式会社シーズ情報出版発行の求人情報誌。女性向けの水商売、性風俗業界の求人情報を掲載している。インターネットによる求人情報の提供も行っている。

## 概要
1994年7月に「Yukai（ゆかい）」という雑誌名で首都圏版を創刊。1996年に関西、東海、北海道版、1998年には九州版が創刊。ホスト情報誌「MEN'S YUKAI」とは、まったくの別雑誌である。
首都圏版は2012年4月にリニューアルし、A4変形からA5版になる。それに合わせ、「Yukai Life」という表記から「YUKAI LIFE」という大文字表記、または「ユカイライフ」というカタカナ表記を主に使用する。首都圏版ユカイライフには「PBC（ペットボーイクラブ）」というコンテンツがあり、「鈴木一徹」、「月野帯人」、「ムーミン」などのエロメンや、歌舞伎町のホストのグラビアなど、旬のイケメンたちを掲載している。表紙には、「琥珀うた」や「麻生希」など若いAV女優が登場することが多い。求人コンテンツ以外に、占い、美容系の情報も掲載されている。求人コンテンツは、働く女性たちを紹介するだけでなく、初めて風俗の仕事を始める女性たちに向けた基本知識も展開している。毎月、第一木曜日発行。無料。東京、埼玉、千葉、神奈川にて配布、設置。
九州版は毎月、第一木曜日発行。価格は200円。
北海道版は毎月、10日発行。価格は200円。

## 取り扱い業種
ソープランド、デリバリーヘルス、ホテルヘルス、サロン、風俗エステ、性風俗店ではない男性向けのエステ、キャバクラ、セクキャバ、プロダクション、チャットレディ、オナクラなど。掲載されている風俗店は風営法届け出店のみである。

## ネット版
首都圏版ユカイライフのリニューアルと同じく、ネット版のユカイライフも2012年4月にリニューアルした。ガールズNEWSとして、求人情報、ビューティ情報、イケメン情報等を更新している。また毎月、首都圏版の表紙衣装のプレゼントがあり、「今月のカバーガール」ページから全国の会員が応募することができる。マガジン版同様に掲載されている風俗店は風営法届け出店のみである。時代の流れから、徐々にマガジン版よりも求人掲載数が多くなる。
2017年11月に新デザインにリニューアルされた。ネット版の正式な呼称は「ユカイネット」としている（ロゴには「YUKAI LIFE NET」と記述されている）。また、同月SSL化に対応。

## 外部サイト
- ユカイネット
- PBCグラビア